# Surfing the Void
Albums de Klaxons
Myths of the Near Future
(2007) Love Frequency
(2014)
Singles
1. Echoes
Sortie : août 2010

Surfing the Void est le deuxième album studio du groupe britannique de rock indépendant Klaxons sorti le 23 août 2010 sur le label Polydor.

## Pistes
| No  | Titre                    | Durée |
| --- | ------------------------ | ----- |
| 1.  | Echoes                   | 3:45  |
| 2.  | Same Space               | 3:11  |
| 3.  | Surfing the Void         | 2:30  |
| 4.  | Valley of the Calm Trees | 3:16  |
| 5.  | Venusia                  | 4:08  |
| 6.  | Extra Astronomical       | 3:17  |
| 7.  | Twin Flames              | 4:19  |
| 8.  | Flashover                | 5:07  |
| 9.  | Future Memories          | 3:42  |
| 10. | Cypher Speed             | 5:02  |